# Cortinarius aurantioferreus
Cortinarius aurantioferreus är en svampart som beskrevs av Soop 2001. Cortinarius aurantioferreus ingår i släktet Cortinarius och familjen spindlingar.   Inga underarter finns listade i Catalogue of Life.